# バフティヤール・アシュルマトフ
バフティヤール・アシュルマトフ (ラテン文字:Bakhtiyor Ashurmatov、ウズベク語: Bakhtiyor Azamovich Ashurmatov / Бахтиёр Азамович Ашурматов、1976年3月25日 - ) は、ウズベキスタン・コーカンド出身の元同国代表プロサッカー選手である。現在はウズベク・リーグのPFCナフバホール・ナマンガンの監督を務めている。現役時代のポジションはDF。

## 代表
アシュルマトフはサッカーウズベキスタン代表で1997年に初出場を果たした後52試合に出場し、1ゴールを挙げた。彼は1998年アジア予選、2002年アジア予選、2006年アジア予選、2010年アジア予選とFIFAワールドカップアジア予選に22試合出場した。

## 監督
彼は2012年の前半戦で現役を引退し、後半戦よりFKグリスタンで監督業を始めた。

## 家族
甥のルスタムジョン・アシュルマトフもサッカー選手。

## 代表における得点
| #  | 日時         | 都市         | スタジアム                           | 対戦相手   | スコア | 結果 | 大会種別                            |
| -- | ------------ | ------------ | ------------------------------------ | ---------- | ------ | ---- | ----------------------------------- |
| 1. | 2004年6月9日 | タシュケント | パフタコール・マルカジイ・スタジアム | パレスチナ | 1 – 0  | 3–0  | 2006 FIFAワールドカップ・アジア予選 |